# ハリー・チャンドラー

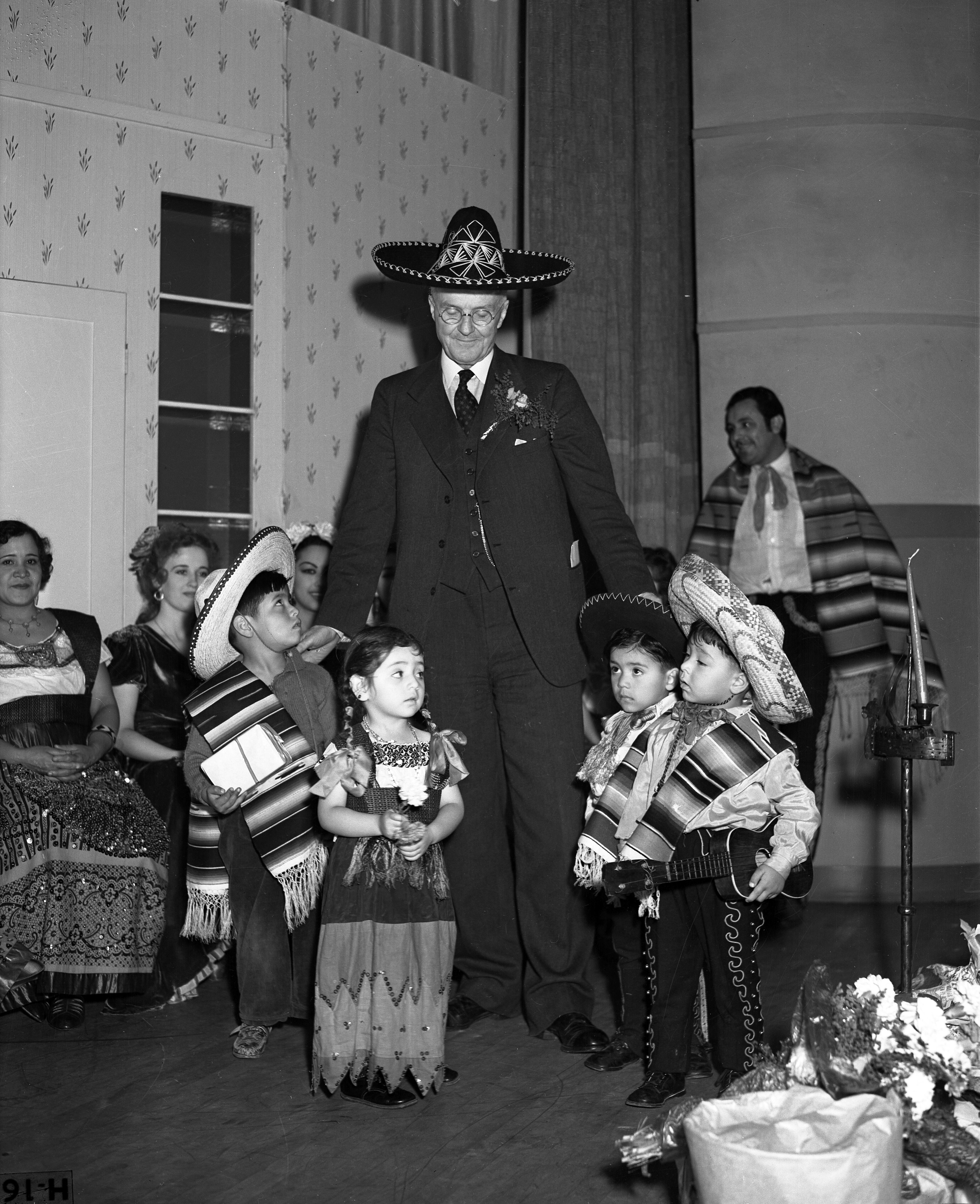
1938年、74歳の誕生日にオルヴェラ・ストリートの子どもたちに祝福される『ロサンゼルス・タイムズ』発行人ハリー・チャンドラー。

ハリー・チャンドラー（Harry Chandler、1864年5月17日 – 1944年9月23日）は、アメリカ合衆国の新聞経営者。

## 生涯
チャンドラーはニューハンプシャー州ランダフ（Landaff）に生まれ、ダートマス大学に学んだ。あるとき、大学生だったチャンドラーは、馬鹿げた挑戦として、冬場の凍結したデンプンの大きなタンクに飛び込んだが、それがきっかけで肺炎になってしまった。チャンドラーは大学から退学し、転地療養のためにカリフォルニア州ロサンゼルスに移住した。
ロサンゼルスでチャンドラーは、果樹園で働き始めたが、その傍ら小規模な配送事業を起業した。この事業は、やがて市内の朝刊の配達を数多く手がけるようになり、これをきっかけにチャンドラーは『ロサンゼルス・タイムズ』紙の発行人であったハリソン・グレイ・オーティス（Harrison Gray Otis）の知遇を得た。オーティスはこの起業家精神に満ちた青年を気に入り、チャンドラーを『ロサンゼルス・タイムズ』紙の総支配人に抜擢した。チャンドラーの最初の妻は、出産の折に死亡していたが、やがてチャンドラーはオーティスの娘マリアン・オーティス（Marian Otis）と結婚した。1917年にオーティスが亡くなると、チャンドラーは『ロサンゼルス・タイムズ』紙の発行人として経営を掌握し、同紙をアメリカ合衆国西部で最高の新聞に変革した。チャンドラー指揮下の1920年代の絶頂期に、『ロサンゼルス・タイムズ』は3年連続して、全米のどの新聞よりも多い、最高の広告出稿を広告紙面と案内広告の量で達成した。
しかし、限りなく豊かだったチャンドラーの活力と夢は、その大部分が都市ロサンゼルスの改造に向けられていた。チャンドラーは、住宅コミュニティを創出し、大規模な土地投機を行なったチャンドラーは、20世紀前半のロサンゼルスにおいて、しばしば議論の的となる有名な市民であった。チャンドラーが直接的に資金を提供した事業には、ロサンゼルス・メモリアル・コロシアム（および、1932年夏季五輪のロサンゼルスへの誘致）、バルチモア・ホテル（Biltmore Hotel）、ダグラス・エアクラフト、ハリウッド・ボウル、アンバサダー・ホテル、カリフォルニア工科大学、南カリフォルニア自動車クラブ（Auto Club of Southern California）、ラジオ局 KHJ、トランス・ワールド航空、サンペドロ港湾（San Pedro Harbor）、ロサンゼルス・アスレチック・クラブ（Los Angeles Athletic Club）、カリフォルニア・クラブ（California Club）、パシフィック電鉄、ロサンゼルス芸術協会（Los Angeles Art Association）、サンタアニタパーク競馬場、ロサンゼルス汽船（ Los Angeles Steamship Company）、ヨセミテ国立公園のアワニー・ホテル（Ahwahnee Hotel）、さらには、ロサンゼルス都心部におけるオルヴェラ・ストリート（Olvera Street）やチャイナタウン（Chinatown）の再開発などがある。
不動産投資者であったチャンドラーは、開発に当たったシンジケート（企業連合）のパートナーとして、サンフェルナンド・バレーの大部分の開発や、ハリウッドの丘陵部（ハリウッドランド）の開発にも関わっていた。ハリウッドサインは、もともとはこの開発の宣伝のために設置されたものである。チャンドラーはほかにも、マルホランド・ドライブ（Mulholland Drive）、デイナポイントの大部分、南カリフォルニアにある281,000エーカー（1,140 km²）の牧場テジョン・ランチ、ニューメキシコ州にある340,000エーカー（1,400 km²）の牧場ヴァーミジョ・ランチ（Vermejo Park Ranch）、メキシコバハ・カリフォルニア州にある832,000エーカー（3,370 km²）の牧場C&Mランチ（C&M ranch）の開発に関わっていた。こうした投資の結果、最盛期のチャンドラーは、アメリカ合衆国における最大の土地所有者となり、同時に、石油、海運、金融などカリフォルニア州の35社の役員を務めていた。
チャンドラーは、『ロサンゼルス・タイムズ』紙の社長時代から、優生学の信奉者として知られており、イズラ・ゴズニー（Ezra Gosney）が主宰した人類改良財団（Human Betterment Foundation）の会員であった。
チャンドラーとマリアンの間には8人の子どもが生まれ、長男ノーマン・チャンドラー（Norman Chandler）は、『ロサンゼルス・タイムズ』紙の発行人を引き継いだ。
チャンドラーは、1944年9月23日に心筋梗塞で亡くなった。チャンドラーとマリアンは、サンタ・モニカ大通り（Santa Monica Boulevard）のハリウッド・フォーエヴァー墓地（Hollywood Forever Cemetery）に埋葬されている。その近くには、義父ハリソン・グレイ・オーティスの墓碑もある。
サンフェルナンド・バレーの主要な通りとなっているチャンドラー大通り（Chandler Boulevard）は、ハリー・チャンドラーにちなんで名付けられたものである。

## 市政
チャンドラーは、彼の新聞の影響力を利用して、政治的決定を左右させようとすることがあったが、それはうまく行くことも、失敗することもあった。1949年、チャンドラーは影響力を行使して、警察委員サッド・ブラウン（Thad Brown）をロサンゼルス市警察の次期警察長に据えようとした。この試みは、チャンドラーと結んでいたブラウンが、選挙の直前に急死して失敗に終わった。結局、選出されたのは、ウィリアム・パーカー（William Parker）であった。